# Musa do Brasileirão
Musa do Brasileirão é um evento realizado de forma independente para eleger a torcedora mais bela da competição, que representa um dos vinte clubes participantes da respectiva edição da Série A do Campeonato Brasileiro. O evento não possui relação com as equipes, sendo realizado atualmente de forma independente com organização do empresário Lipe Aramuni.
O concurso de maior exposição nacional foi a edição de 2018, concurso Musa do Brasileirão transmitido pela TV Globo apresentado pelo apresentador Luciano Huck a campeã foi a musa do Palmeiras Ariane Gonzalez eleita pelo voto popular e também pelo corpo de jurados feitos por jogadores. 
A competição foi criada em 2006 pela Rede Globo, por meio do seu departamento esportivo conhecido como Globo Esporte, e teve como vencedora a dançarina Robertha Portella, que representava ao Flamengo. Entre os anos de 2008 e 2013, a competição passou a ser transmitida pelo programa Caldeirão do Huck. A partir de 2014, empresas independentes começaram a organizar projetos similares ao antigo Musa do Brasileirão, como o Musa das Torcidas do Brasileirão, e atualmente, a disputa segue de forma independente.
Até o momento, dezessete edições foram realizadas. Apenas na edição de 2019 não houve vencedora, momento na qual todas as participantes foram declaradas como Musas do Brasileirão. A atual detentora desta titulação é Daiane Alves, que em 2025 foi coroada Musa do Brasileirão representando o Flamengo.

## Vencedoras
| Ed. | Ano  | Musa                | Clube               | Profissão na época              | Ref    |
| --- | ---- | ------------------- | ------------------- | ------------------------------- | ------ |
| 1   | 2006 | Robertha Portella   | Flamengo            | Dançarina                       | [ 2 ]  |
| 2   | 2007 | Nicole Bahls        | Paraná              | Estudante de jornalismo         | [ 6 ]  |
| 3   | 2008 | Ariane Gonzalez     | Palmeiras           | Jornalista                      | [ 7 ]  |
| 4   | 2009 | Wanessa Mattos      | Sport               | Modelo                          | [ 8 ]  |
| 5   | 2010 | Nineta Fortini      | Grêmio              | Modelo                          | [ 9 ]  |
| 6   | 2011 | Bianca Leão         | Fluminense          | Profissional de educação física | [ 10 ] |
| 7   | 2012 | Martina Spier       | Grêmio              | Fisioterapeuta                  | [ 11 ] |
| 8   | 2013 | Cris Andrade        | São Paulo           | Modelo                          | [ 12 ] |
| 9   | 2014 | Natália Rios        | Cruzeiro            | Dançarina                       | [ 13 ] |
| 10  | 2015 | Valzinha Oliveira   | Bahia               | Atriz                           | [ 14 ] |
| 11  | 2016 | Iara Ferreira       | Paraná              | Modelo                          | [ 15 ] |
| 12  | 2017 | Mayara Stival       | Coritiba            | Modelo                          | [ 16 ] |
| 13  | 2018 | Lu Gatuza           | Atlético Mineiro    | Bombeira militar                | [ 17 ] |
| 14  | 2019 | Todas as candidatas | Todas as candidatas | —                               | [ 5 ]  |
| 15  | 2020 | Mi Vargas           | Internacional       | Influenciadora digital          | [ 18 ] |
| 16  | 2021 | Zazá Palmeira       | Bragantino          | Professora                      | [ 19 ] |
| 17  | 2022 | Tatá Pagni          | Cruzeiro            | Instrumentadora Cirúrgica       | [ 20 ] |
| 18  | 2023 | Cacau Moraes        | Corinthians         | Modelo                          |        |
| 19  | 2024 | Anny Alves          | Corinthians         | Influencer                      |        |
| 20  | 2025 | Daiane Alves        | Flamengo            | Modelo e Influencer             |        |

## Conquistas por clube
| Pos. | Clube            | Vitórias | Anos       |
| ---- | ---------------- | -------- | ---------- |
| 1    | Grêmio           | 2        | 2010; 2012 |
| 1    | Paraná           | 2        | 2007; 2016 |
| 1    | Corinthians      | 2        | 2023; 2024 |
| 1    | Flamengo         | 2        | 2006; 2025 |
| 5    | Atlético Mineiro | 1        | 2018       |
| 5    | Bragantino       | 1        | 2021       |
| 5    | Coritiba         | 1        | 2017       |
| 5    | Cruzeiro         | 1        | 2022       |
| 5    | Cruzeiro         | 1        | 2006       |
| 5    | Fluminense       | 1        | 2011       |
| 5    | Internacional    | 1        | 2020       |
| 5    | Palmeiras        | 1        | 2008       |
| 5    | São Paulo        | 1        | 2013       |
| 5    | São Paulo        | 1        | 2023       |
| 5    | Sport            | 1        | 2009       |